# پتان (گجرات)
پتان (به انگلیسی: Patan) یک منطقهٔ مسکونی در هند است که در Patan Taluka واقع شده‌است. پتان ۱۳۳٬۷۴۴ نفر جمعیت دارد و ۷۶ متر بالاتر از سطح دریا واقع شده‌است.